# Attentat de Begoña
L’attentat de Begoña est un attentat survenu devant la Basilique de Notre Dame de Begoña (es) du quartier Begoña de Bilbao au début de la dictature franquiste, le 16 août 1942, au cours duquel une grenade à main fut lancée, selon plusieurs témoins, par le phalangiste Juan José Domínguez Muñoz, faisant 70 blessés légers. Il fut interprété comme une attaque ratée contre le général carliste José Enrique Varela, alors ministre de l'Armée.

## Histoire
Au début d’août 1942, à la sortie des funérailles solennelles pour les soldats carlistes tombés durant la guerre civile espagnole célébrée à l'église San Vicente de Abando de Bilbao, il y eut des cris contre les phalangistes. Un militant phalangiste local de longue date considéra qu'il s’agissait d’une provocation et demanda au vice-secrétaire de FET y de las JONS (parti unique du franquisme), José Luna Meléndez (en) — un phalangiste proche du « cuñadísimo », le beau-frère du général Franco, Ramón Serrano Súñer — de préparer une réponse, étant donné qu’était prévue le 15 août un nouvel acte de commémoration similaire à Begoña, qui serait cette fois présidé par le ministre de l’Armée, le général Varela .
La veille de la célébration, le commandant des milices phalangistes de Bilbao informa son chef régional, en poste à Burgos, que parmi ceux qui assisteraient à l'évènement de Begoña seraient présents des nationalistes basques déguisés en uniforme carliste, qui porteraient des armes et souhaitaient provoquer des incidents. Ce même jour, le 14 août, le chef du SEU de Biscaye, Vizcaya Eduardo Berástegui et un militant phalangiste de la première heure nommé Calleja sortirent de Valladolid « après avoir reçu des instructions ». À Saint-Sébastien, ils furent rejoints par Juan José Domínguez Muñoz, qui, comme Calleja, venait de rentrer du front russe, où il avait combattu dans les rangs de la Division Bleue. Ils arrivèrent à Bilbao tôt dans la matinée du 15 août.
La messe en honneur des carlistes morts au combat commença à 11 h 30 dans la basilique de Begoña. À la sortie de la cérémonie, des groupes de phalangistes prirent à parti les assistants — qui répondirent aux cris de « Vive le roi ! », « À bas la socialisme d'État ! » et « Mort à Franco ! » — et Juan José Domínguez lança soudainement deux bombes qui causèrent plusieurs blessés et atteignirent presque le général Varela. Domínguez et ses complices furent interpelés et le général Varela informa immédiatement le général Franco des évènements. Il appela également le ministre du Gouvernement (es), Valentín Galarza Morante, pour exiger que les détenus soient livrés à la juridiction militaire pour être soumis à un conseil de guerre. Il envoya aussi une note au huit capitaine généraux, dans laquelle il affirmait que l'attentat était dirigié contre l’Armée.
Les ministres phalangistes Ramón Serrano Suñer et José Luis Arrese, qui étaient alors en vacances, rentrèrent immédiatement à Madrid où, avec José Antonio Girón de Velasco, autre ministre phalangiste, ils tentèrent d’empêcher la condamnation et l’exécution des détenus en minimisant l’importance de l’incident. Ils envoyèrent pour ce faire un représentant à Bilbao.
Pendant ce temps, le général Franco poursuivait ses vacances en Galice, comme si rien ne s’était passé, et ne commença à agir qu’à partir du 24 août, 9 jours après l'attentat. Ce jour-là, il appela au téléphone le général Varela, qui lui dit qu’il avait été victime d’un attentat et qu’il avait par chance échappé à la mort, à quoi Franco répondit : « Que tout soit fait dans la plus grande équité, car puisqu’il s’agit d’une provocation, les choses varient »,. Des huit phalangistes impliqués dans l'attentat de Begoña, deux furent condamnés à mort, Domínguez et Hernando Calleja Calleja, mais la peine du second fut finalement commuée — Domínguez fut effectivement fusillé —.
Franco profita de l'incident de Begoña pour évincer les phalangistes du gouvernement, y compris son propre beau-frère Serrano Suñer, alors ministre des Affaires étrangères, ainsi que Galarza Morante, ministre du Gouvernement, et le général Varela, ministre de l'Armée. Le chef des milices phalangistes José Luna Meléndez fut également destitué, bien qu’il ait déclaré sa loyauté inébranlable envers le Generalísimo. Il fut remplacé par Manuel de Mora-Figueroa (es), qui n’exerça qu’un court mandat, car Franco finit par dissoudre la milice du parti, malgré les quelques oppositions internes que cette décision suscita,. 